# Генрих Казимир ІІ Нассау-Дицький
Генрих Казимир ІІ (нід. Hendrik Casimir II van Nassau-Dietz; 18 січня 1657, Гаага — 25 березня 1696, Леуварден) — князь Нассау-Дицький, граф Каценельнбогена, Віандена та Шпігельберга, барон Лісвельда, штатгальтер Фрісландії, Ґронінґена і Дренте (1664—1696), великий командор Тевтонського ордену (1693—1696).
Син князя Нассау-Дицького Віллема Фредеріка і Альбертіни Агнеси Оранської. Прямий предок сучасної королівської династії Нідерландів — дому Оранських-Нассау.

## Життєпис
Генрих Казимир ІІ був єдиним сином князя Віллема Фредеріка та принцеси Альбертіни Агнеси, доньки принца Фредеріка-Генріха Оранського, штатгалетера усіх провінцій Голландської республіки.
31 жовтня 1664 року після смерті батька семирічний Генрих Казимир успадкував титул князя Нассау-Діца, а також посаду штатгальтера провінцій Фрісландія, Ґронінґена і Дренте. Регентом і правителькою до його повноліття була його мати Альбертіна Агнеса Нассау-Оранська.
1675 року провінція Фрісландія проголосувала за те, щоб зробити посаду штатгальтера спадковою в домі Нассау-Діц.
Генріх Казимир Нассау-Діцскій був офіцером голландської армії, служив під командуванням свого двоюрідного брата, принца Вільгельма III Оранського.
26 листопада 1683 року Генрих Казимир одружився зі своєю двоюрідною сестрою Генрієттою Амалією Ангальт-Дессауською (1666—1726), донькою принца Ангальт-Дессау Йоганна Георга II та принцеси Генрієти Катерини Оранської. У подружжя було дев'ятеро дітей.
Гендрих Казимир ІІ служив у голландській армії, мав чин фельдмаршала, брав участь у війні Аугсбурзької ліги. Помер у 39 років, наймолодша донька народилася вже після його смерті.
Князівство успадкував його єдиний 9-річний син Йоган, а дружина Генрієтта Амалія стала регенткою і володаркою земель Нассау-Діца, Фрісландії, Ґронінґену та Дренте.
1702 року Йоган Віллем Фрізо став спадкоємцем принца Вільгельма III Оранського, й князівство Нассау-Діца було реорганізовано в князівство Оранське-Нассау.

## Родина
Дружина — Генрієтта Амалія Ангальт-Дессауська (1666–1726)
Діти:
- Віллем Георг Фрізо (26 червня 1685 — 15 червня 1686)
- Генрієтта Альбертіна (24 липня 1686 — 22 червня 1754) — одружена не була, дітей не мала;
- Йоган Віллем Фрізо (4 серпня 1687 — 14 липня 1711) — останній князь Нассау-Діца у 1696—1702 роках, штатгальтер Фрісландії та Ґронінґена у 1696—1711 роках, принц Оранський у 1702—1711 роках, був одружений з принцесою Марією Луїзою Гессен-Кассельською, мав сина та доньку;
- Марія Амалія (8 лютого 1689 — 27 січня 1711) — каноніса Герфордського монастиря, одружена не була, дітей не мала;
- Софія Ядвіґа (8 березня 1690 — 1 березня 1734), дружина з 1709 князя Карла Леопольда Мекленбург-Шверинського (1678—1747), дітей не мала;
- Ізабелла Шарлотта (22 січня 1692 — 18 вересня 1757), дружина з 1725 принца Крістіана Нассау-Ділленбурзького (1688—1739), дітей не мала;
- Йогана Аґнеса (25 грудня 1693 — 10 березня 1765) — одружена не була, дітей не мала;
- Луїза Леопольдіна (12 січня 1695 — 20 січня 1758) — одружена не була, дітей не мала;
- Генрієтта Казимира (19 липня 1696 — 18 грудня 1738) — одружена не була, дітей не мала.